# 世羅大豊農園
世羅大豊農園（せらたいほうのうえん）は、広島県世羅郡世羅町にある観光農園である。

## 概要
世羅町の名産品である梨やぶどう・すももを栽培し全国に出荷している。
また、なし狩り・直売所の設置・イベントなど観光にも力を入れている。
夏場は夜になると約1500本の防蛾灯が灯りそれを見るために来る観光客もいる。

## 沿革
- 1973年 設立
- 1993年 直売所｢山の駅｣完成
- 2000年 第30回日本農業賞大賞受賞
- 2004年2月23日 ホームページ開設

## 施設
園内には果樹園・広場・遊具などがあり少年サッカー大会や阿波踊りなど様々なイベントが開かれている。

## 規模
梨園は約40 ヘクタール

## 周辺
付近一帯は、世羅高原で農園が多く集まっている。

### 交通
- 山陽自動車道 三原久井インターチェンジより25分

## 主な品種
- 愛甘水（梨）
- 幸水（梨）
- 豊水（梨）
- かおり（梨）
- ハニービーナス（ぶどう）
- 安芸クイーン（ぶどう）
- ピオーネ（ぶどう）
- ゴルビー（ぶどう）
- ハニーローザ（すもも）
- 大石早生（すもも）
- 太陽（すもも）
- サンタローザ（すもも）